# نوراي ميرت
نوراي ميرت (بالتركية: Nuray Mert) (ولدت في عام 1960 في مدينة طرابزون) عالمة سياسية تركية وكاتبة صحفية. لها عمود في صحيفة الأخبار اليومية Hürriyet Daily News.

## السيرة
تخرجت نوراي ميرت في مدارس وقفي إشيك بمذاهب فوزية. وأنهت تعليمها الجامعي بقسم التاريخ والعلوم السياسية بجامعة البوسفور. وحصلت نوراي ميرت على الماجستير بقسم التاريخ في الجامعة نفسها بأطروحة عنوانها «الأمير صباح الدين ومجلة الارتقاء»، وحصلت أيضاً على الدكتوراه في العلوم السياسية بأطروحة عنوانها «الفكر العلماني في عهد الجمهورية المبكرة». ووظُفت نوراي ميرت كباحثة في جامعة البوسفور لفترة من الوقت. ولا تزال نوراي ميرت عضو هيئة التدريس في كلية الاقتصاد بجامعة إسطنبول. وكتبت نوراي في مجلة «فاصلة» وفي جريدة راديكال وجريدة الحرية. وفي 6 مارس 2011 وضعت عنوان «لا معنى لكتابتُنا إذا لم نتمكن من كتابة ما نعرفه بحرية» وتركت زاوية المقالة فارغة احتجاجاً على القيود المفروضة على حرية الصحافة. وفي 19 فبراير 2012 لم تطبع صحيفة ميليت المقال الذي أرسلته نوراي ميرت، وأعلنت «من خلال تفريغ زاوية المقال» بأنها فصلت الكاتبة من العمل. ومنذ 11 يناير 2013 بدأت نوراي ميرت الكتابة مرة أخرى في صحيفة «يومًا ما». وكانت مقالتها الأولى بعنوان «الدعم للسلام وليس للسلطة».